# Artur Gąsiewski
Artur Gąsiewski (né le 1er novembre 1973 à Łomża) est un athlète polonais, spécialiste du 400 mètres.

## Biographie
Il remporte le titre du relais 4 × 400 m lors des Championnats d'Europe en salle 2002, à Vienne en Autriche, en compagnie de Marek Plawgo, Piotr Rysiukiewicz et Robert Maćkowiak. L'équipe de Pologne devance la France et l'Espagne. 

### Palmarès
| Date | Compétition                    | Lieu   | Résultat | Épreuve    |
| ---- | ------------------------------ | ------ | -------- | ---------- |
| 2002 | Championnats d'Europe en salle | Vienne | 1er      | 4 × 400 m. |

### Records
| Épreuve | Épreuve   | Performance | Lieu   | Date            |
| ------- | --------- | ----------- | ------ | --------------- |
| 400 m   | Plein air | 46 s 17     | Poznań | 18 août 2002    |
| 400 m   | Salle     | 47 s 34     | Spala  | 17 février 2002 |